# 国立スポーツ科学センター運動場

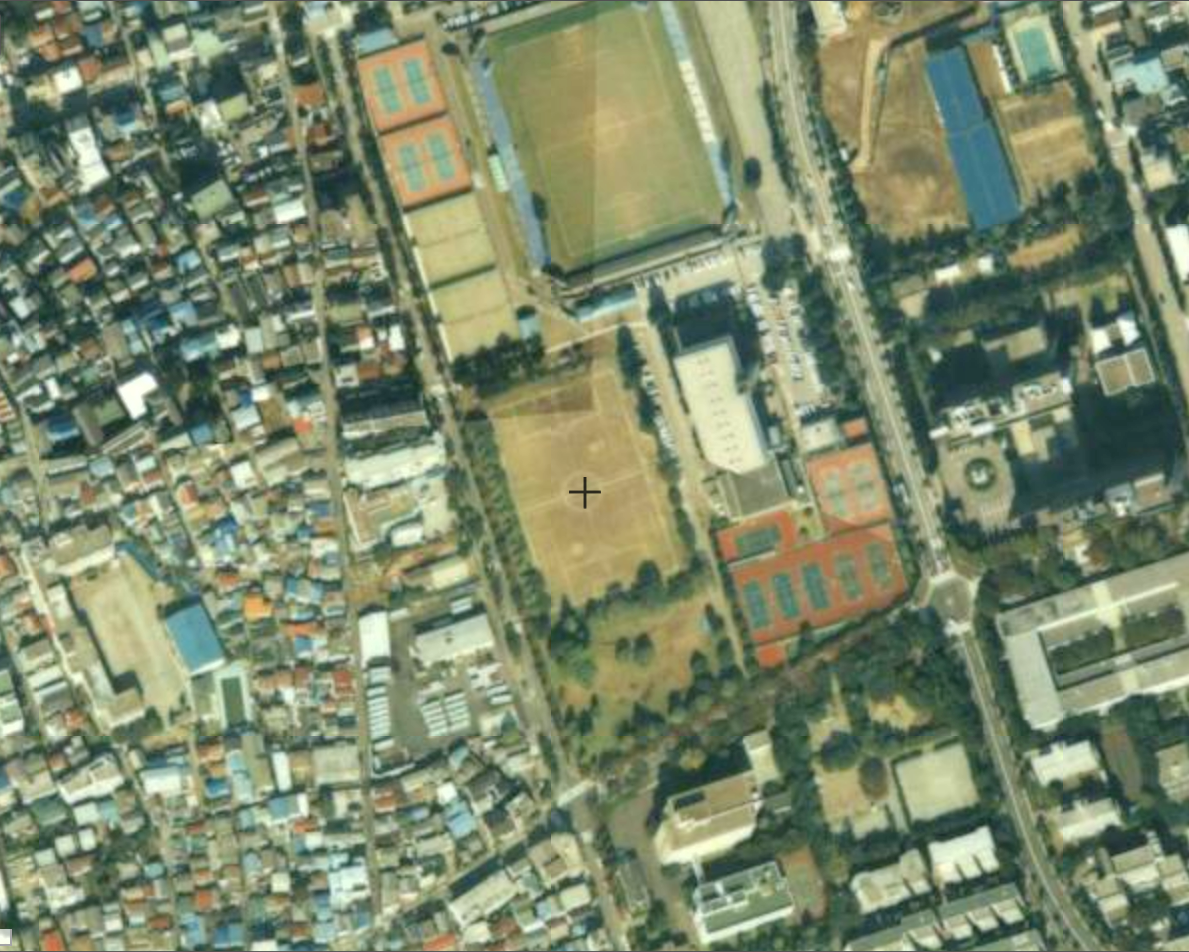
国立スポーツ科学センター運動場

国立スポーツ科学センター運動場（こくりつスポーツかがくセンターうんどうじょう）は、国立スポーツ科学センター内にあったクレーコートのサッカースタジアムで、西が丘サッカー場のサブグラウンド。スタンドの最前列はほぼピッチレベルで、臨場感あふれる試合観戦が可能だった。

## スペック
- 収容人数　300人（全席座席）

## アクセス
- 都営地下鉄東西線本蓮沼駅より徒歩10分
- 首都高5号線板橋本町出口より5分

## 歴史
2001年3月から国立スポーツ科学センターの管理運営施設となり、長らく広く一般にも開放され、使用されてきたが当スタジアムの敷地に文部科学省がナショナルスポーツセンター施設として屋内種目競技の施設を建設するため、2006年6月30日限りで供用廃止された。